# Thelypteris palmarica
Thelypteris palmarica är en kärrbräkenväxtart som beskrevs av David Bruce Lellinger. Thelypteris palmarica ingår i släktet Thelypteris och familjen Thelypteridaceae. Inga underarter finns listade.